# 奥林匹克多功能演播塔

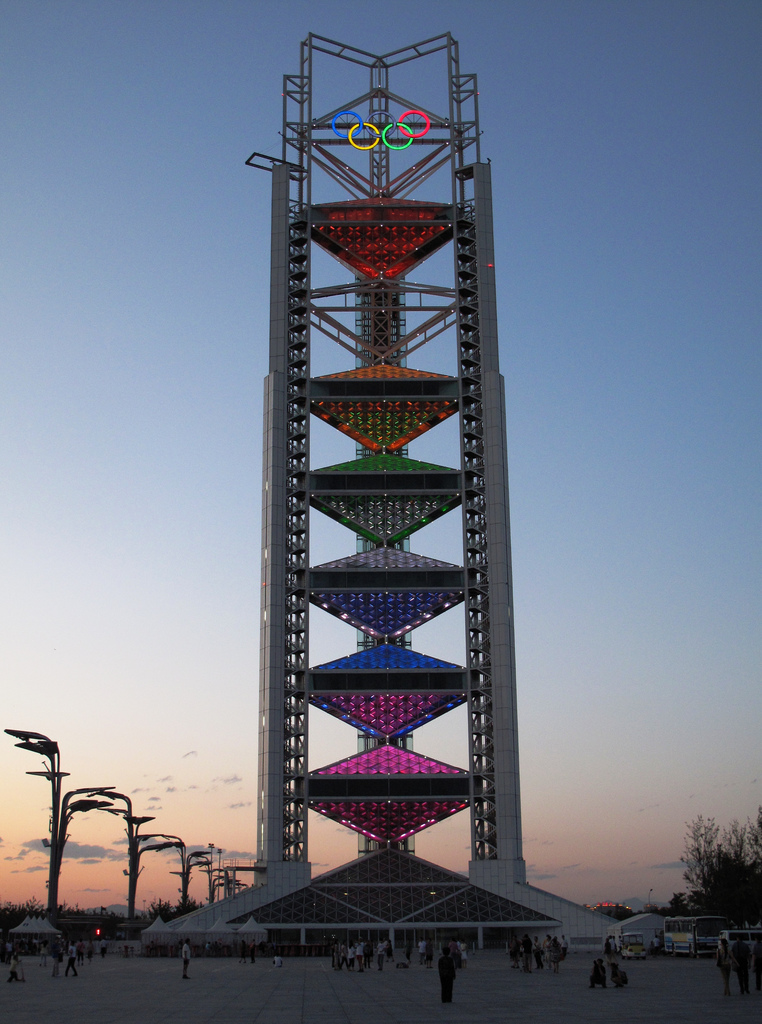
玲珑塔。黄昏时夜景照明已经打开。

奥林匹克多功能演播塔，一般称为“玲珑塔”，高约150米，是北京奥林匹克公园内的一座建筑，位于国家体育场北侧，赛时提供电视演播、转播功能。玲珑塔为钢结构，平面为三角形，三个角设置交通核（即包含电梯和楼梯的结构）。主体由多个空间单元叠摞而成，每个单元分为上下两层，上层为演播室，下层服务平台。最初的奥运场馆设计中，电视演播和转播功能将由奥林匹克公园瞭望塔承担，但由于工期原因改为建设一座临时性演播塔，故将先前的备用方案修改后定稿为现在的玲珑塔，并作为景观设计中的一部分；但建设时设计标准又改为永久性建筑。